# Giuseppe Sardi (1680-1753)

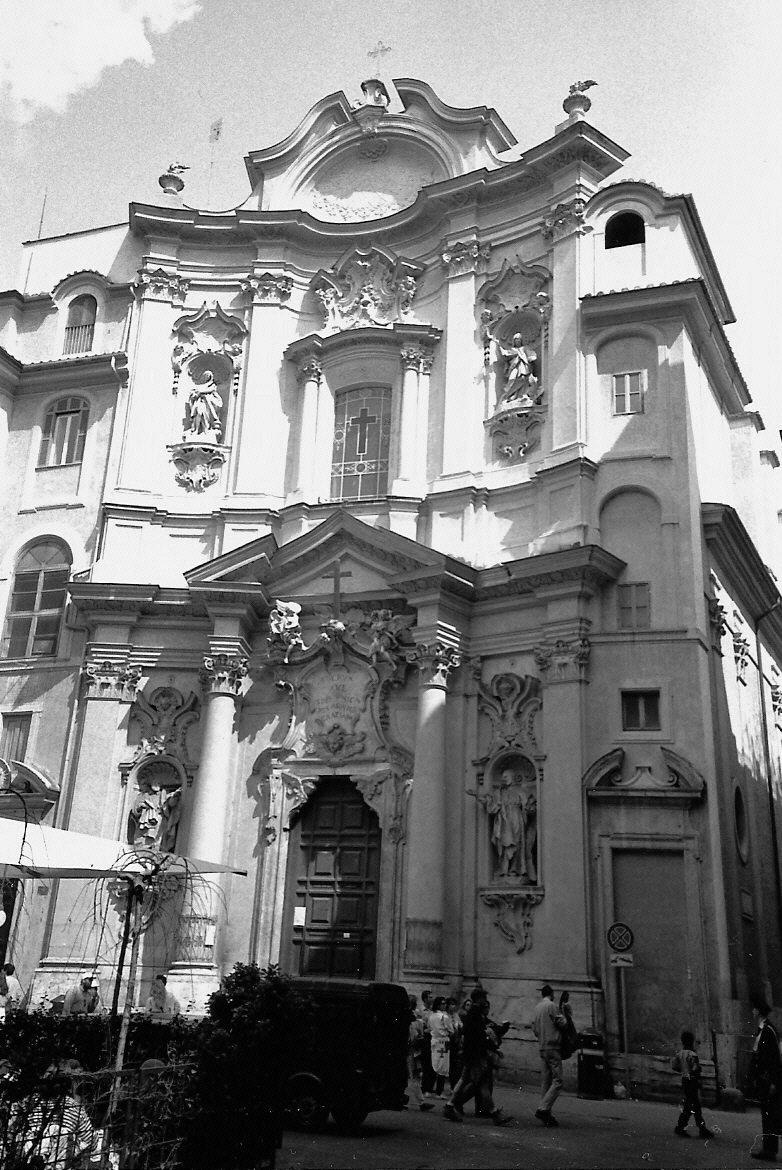
Facciata della chiesa della Maddalena in Roma

Giuseppe Sardi (Sant'Angelo in Vado, 1688 – Roma, 1770) è stato un architetto italiano, da non confondere col contemporaneo architetto di origine ticinese Giuseppe Sardi, attivo a Venezia.

## Biografia
Giuseppe Sardi ebbe una formazione di cantiere da capomastro muratore, anche se tecnicamente esercitò anche l'attività di architetto. Fu l'artefice della facciata della Chiesa di Santa Maria Maddalena di Roma. Fra il 1716 e il 1718, su commissione del cardinale Annibale Albani, titolare della chiesa, dotò Santa Maria in Cosmedin di una nuova facciata e di decorazioni interne, trasformando la chiesa da romanica a barocca. Per il ripristino della chiesa romanica, le decorazioni architettoniche di Giuseppe Sardi furono completamente distrutte, tra il 1894 e il 1899, e la facciata si conosce grazie a un'incisione di Giuseppe Vasi. 
A Giuseppe Sardi si deve anche la Chiesa dei Santi Quaranta Martiri e San Pasquale Baylon in Trastevere a Roma. 
Lavorò anche nella chiesa del Rosario a Marino (1712-1713) e per la costruzione della chiesa della S. Famiglia a Sezze. Contestualmente fu attivo come mercante d'arte, attraverso una collezione di oltre 1700 quadri.